# Ключ 90
Ключ 90 (трад. и упр. 爿,丬) — ключ Канси со значением «половина ствола дерева»; один из 34, состоящих из четырёх штрихов.
В словаре Канси всего 48 символов (из 49 030), которые можно найти c этим радикалом.

## История
Древняя идеограмма изображала часть расщепленного ствола дерева.
Самостоятельно иероглиф используется только в этом значении.
В качестве ключевого знака иероглиф используется редко, иногда располагается слева в виде 丬.

Вид в Цзягувэнь
Вид в Цзянбо

В словарях находится под номером 90.

## Примеры иероглифов
| Доп. штрихи | Иероглифы |
| ----------- | --------- |
| 0           | 爿 丬     |
| 4           | 牀        |
| 5           | 㸛 牁     |
| 6           | 牂 𤕸     |
| 8           | 㸜        |
| 9           | 牃        |
| 10          | 牄        |
| 11          | 牅        |
| 13          | 牆        |
| 15          | 𤖡        |

- Примечание: Ваш браузер может отображать иероглифы неправильно.